# Hijos de Jonakr
Los hijos de Jonakr son tres hermanos, Hamdir, Sörli y Erp (islandés: Erpr), que están presentes en diversas fuentes de la mitología nórdica, que tienen cierta base histórica en el origen del pueblo godo.

## La leyenda
Según la Edda poética y la saga Völsunga, Hamdir y Sörli eran hijos de la hija de Gjuki, Gudrun y el rey Jonakr. Erp era hijo de Jonakr por un matrimonio anterior. Svanhild, hija de Sigurd y Gudrun también creció al amparo Jonakr. 
El rey Jörmunrek (Hermanarico) propuso en matrimonio a Svanhild por vía de su hijo Randver, pero un personaje traicionero llamado Bicke lanzó habladurías sobre Randver y un presunto intento de ganar el amor de Svanhild. En consecuencia, Jörmunrek sentenció a morir ahorcado a Randver y a Svanhild a morir pisoteada por caballos. Gudrun entonces animó a sus hijos Hamdir y Sörli a vengar a su hermanastra. Cuando Sörli y Hamdir se reunieron con Erp en el camino, no entendieron sus acertijos y, pensando que se trataba de pura arrogancia, le mataron.
Llegada la noche, llegaron hasta Jörmunrek y le cortaron las manos y los pies, despertándole con gran dolor y pidiendo auxilio a sus huscarles. Hamdir dijo entonces que si Erp estuviera vivo, le hubiera cortado la cabeza. Los huscarles no pudieron matar a los hermanos con sus armas afiladas, pero un hombre tuerto (Odín disfrazado) les avisa que deben matarlos a pedradas. La poesía escaldica usa el 
«lamento de los hijos de Jonakr» como un kenning para las piedras.
En  Ynglingatal, Snorri Sturluson cita una estrofa del escaldo Þjóðólfur úr Hvini que compara la muerte de los hijos de Jonakr con la del rey sueco Anund:
| Varð Önundr Jónakrs bura harmi heptr und Himinfjöllum, ok ofvæg Eistra dólgi heipt hrísungs at hendi kom; ok sá frömuðr foldar beinum Högna hrörs um horfinn var. | Hemos escuchado todos como los hijos de Jonakr, A quien las armas no podían herirles, con rocas fueron apedreados hasta morir un día de cielo raso, el rey Onund murió de la misma forma. O quizás la tierra que vio crecer madera de nuevo, Que por mucho tiempo había sentido su mano conquistadora, Se vengó ampliamente de forma mortal, Y acabó con la odiada vida de Onund. |  |